# 北羅德西亞
北羅德西亞（Northern Rhodesia）是位在非洲南部的英國保護領。於1911年通過巴羅茲蘭 - 西北羅得西亞和東北羅得西亞的兩個早期保護區而形成。英國南非公司（BSAC）是一家代表英國政府的特許公司，它最初是由兩個早期的保護國管理的。從1924年起，它由英國政府管理，作為與其他英國管理的保護國類似條件的保護國，並且終止由BSAC管理時所需的特殊規定。1964年10月24日，作為尚比亞共和國獨立。
雖然根據BSAC章程，它具有特許殖民地的特徵，但BSAC與當地統治者和英國立法的條約賦予其保護地位。該領土吸引了相對較少數量的歐洲定居者，但從這些首次獲得政治代表的時候起，他們就作為一個單獨的實體或與南羅得西亞和可能的尼亞薩蘭有關的白人少數民族統治而激動。北羅得西亞的礦產財富使南羅得西亞政治家充分融合，但英國政府傾向於選擇一個包括尼亞薩蘭在內的更寬鬆的協會。這是為了保護北羅得西亞和尼亞薩蘭的非洲人免受歧視性的南羅得西亞法律的影響。1953年成立的羅得西亞和尼亞薩蘭聯邦在廣大的非洲大多數人中非常不受歡迎，其形成加速了對多數統治的呼籲。由於這種壓力，該國於1964年成為贊比亞獨立。
地理上，而不是政治上的術語“羅得西亞”指的是一個地區，通常包括今天贊比亞和津巴布韋的地區。

## 外部連結
- Institute of Rhodesian Army - 羅德西亞歷史